# Троицкий вариант — Наука
«Троицкий вариант — Наука» («ТрВ-Наука») — независимая российская научно-популярная газета, вышедшая впервые в свет весной 1988 года в городе Троицк (Москва).

## История
Первый номер с названием «Троицкий вариант» был выпущен молодыми учёными к первоапрельской юморине. Макет изготавливался путём раскладывания и наклеивания на лист ватмана текстов и иллюстраций, тиражирование — на копировальной аппарате в Филиале ИАЭ им. И. В. Курчатова. Второй номер (июнь 1988 года) носил не юмористический, а общественно-политический характер, его выпустил Тарас Плахотник при участии Аркадия Ярцева и Бориса Штерна. Оригинал-макет третьего номера изготавливался в настольной издательской системе Ventura и вышел в ноябре 1989 года, име пометку «Выпуск Клуба избирателей г. Троицка». Она продержалась до десятого выпуска (17 мая 1990), с одиннадцатого (20 июня 1990) её сменила другая — «Цена номера 30 копеек».
Учредителями газеты были Юрий Золотухин, его супруга Марина Мальцева и соратник Сергей Мымриков. Через год к ним присоединились Виктор Григорьев, Юрий Юдин, Андрей Миловидов и Валентина Чайковская. Газета начала выпускаться кустарным способом на принтере с периодичностью раз в две недели. В 1991 году Юрий Золотухин погиб в автомобильной катастрофе под Воронежем.
Весной 2008 года новым главным редактором газеты стал Борис Штерн, благодаря которому она вновь получила актуальность у читателей. С ним эстафету приняли его заместители — Михаил Гельфанд и Илья Мирмов. По состоянию на 2022 год в редакционный совет также входят Максим Борисов, Алексей Иванов, Андрей Калиничев, Алексей Огнёв, Юрий Баевский, Андрей Цатурян. В редакции нет штатных сотрудников. Создана на базе городской газеты Троицка «Троицкий вариант — Город».
Газета позиционирует себя как представителя интересов научного сообщества. В вопросах, затрагивающих политику, считает себя либеральной и ориентированной на европейскую культуру.

## Темы публикаций

### Корчеватель
Журналисты «Троицкого варианта» провели первый в России успешный эксперимент с программой SCIgen (используемой для автоматической генерации псевдонаучной белиберды), сумев опубликовать статью «Корчеватель: Алгоритм типичной унификации точек доступа и избыточности», сгенерированную SCIgen на английском языке (и автоматически переведённую на русский программой ЭТАП-3), в ВАКовском издании «Журнал научных публикаций аспирантов и докторантов».
В результате 17 октября 2008 года решением президиума Высшей аттестационной комиссии Министерства образования и науки Российской Федерации «Журнал научных публикаций аспирантов и докторантов» был исключён из Перечня ведущих рецензируемых научных журналов и изданий, в которых должны быть опубликованы основные научные результаты диссертаций на соискание учёных степеней доктора и кандидата наук (так называемого «Списка ВАК»).

### Статистические исследования результатов российских выборов
Газета «Троицкий вариант — Наука» первой подняла тему статистических исследований результатов выборов в России. Статья Сергея Шпилькина на эту тему 2009 года является одной из самых читаемых на сайте.

### Афера Петрика
Газета сыграла важную роль в разоблачениях махинаций В. И. Петрика, связанных с программой «Чистая вода» («Петрикгейт»), опубликовав в начале развития скандала статью Евгения Онищенко «Золотая формула успеха».

### Война России с Украиной
24 февраля 2022 года на сайте газеты было опубликовано открытое письмо российских учёных и научных журналистов против войны с Украиной. После введения властями цензуры текст письма был удалён, а позже перенесён на сайт нового электронного издания «Т‑инвариант», созданного живущими за границей учёными из России. При этом сбор подписей продолжился, к началу 2023 года было собрано 8489 подписей.
6 марта 2022 года Роскомнадзор заблокировал сайт издания за публикацию антивоенного письма. 24 марта Минюст РФ внёс издателя газеты в список некоммерческих организаций — «иностранных агентов».
Бумажный выпуск газеты перестал выходить с 1 июля 2022 года, АНО «Троицкий вариант», ранее обеспечивавшая выпуск газеты, была ликвидирована.
В августе 2023 года для издания газеты было создано новое юридическое лицо — АНО «Научно-просветительская творческая ассоциация ученых „Версия“».

## Постоянные авторы
- Юрий Золотухин (1988—1991)
- Марина Мальцева (1988—1991)
- Сергей Мымриков (1988—1991)
- Виктор Григорьев (1988—1991)
- Юрий Юдин (1988—1991)
- Андрей Миловидов (1988—1991)
- Валентина Чайковская (1988—1991)
- Лев Клейн (1998—2015)[25]
- Ревекка Фрумкина
- Михаил Гельфанд
- Борис Штерн
- Наталья Резник
- Евгений Онищенко
- Максим Борисов

## Награды
- Лауреат премии «За верность науке» Министерства образования и науки РФ в категории «Лучшее печатное СМИ о науке» (2015)[26].
- Победитель V Всероссийского конкурса инновационной журналистики «Tech in Media-2015» в номинации «Лучшее печатное федеральное СМИ по теме науки, инноваций и технологий»[27].